# Mohamed Nassoh
Mohamed Nassoh (Eindhoven, 26 gennaio 2003) è un calciatore marocchino con cittadinanza olandese, centrocampista dello Sparta Rotterdam.

## Carriera
Nassoh è cresciuto nel settore giovanile del PSV, dove ha iniziato a giocare nel 2010 all'età di 7 anni. Nel 2021 è stato assegnato allo Jong PSV, dove ha debuttato il 19 aprile 2021 nell'incontro di Eerste Divisie perso 2-0 contro il De Graafschap. Promosso definitivamente a partire dalla stagione successiva, il 10 dicembre 2021 ha segnato il suo primo gol nella trasferta persa 3-2 contro il Volendam.
Il 13 aprile 2024, in scadenza di contratto con il club biancorosso, ha firmato un contratto con lo Sparta Rotterdam a partire dal termine della stagione.

## Statistiche

### Presenze e reti nei club
Statistiche aggiornate al 30 agosto 2024.’’
| Stagione        | Squadra          | Campionato      | Campionato | Campionato | Coppe nazionali | Coppe nazionali | Coppe nazionali | Coppe continentali | Coppe continentali | Coppe continentali | Altre coppe | Altre coppe | Altre coppe | Totale | Totale |
| Stagione        | Squadra          | Comp            | Pres       | Reti       | Comp            | Pres            | Reti            | Comp               | Pres               | Reti               | Comp        | Pres        | Reti        | Pres   | Reti   |
| --------------- | ---------------- | --------------- | ---------- | ---------- | --------------- | --------------- | --------------- | ------------------ | ------------------ | ------------------ | ----------- | ----------- | ----------- | ------ | ------ |
| 2020-2021       | Jong PSV         | 1D              | 4          | 0          |                 | -               | -               |                    | -                  | -                  |             | -           | -           | 4      | 0      |
| 2021-2022       | Jong PSV         | 1D              | 30         | 3          |                 | -               | -               |                    | -                  | -                  |             | -           | -           | 30     | 3      |
| 2022-2023       | Jong PSV         | 1D              | 35         | 6          |                 | -               | -               |                    | -                  | -                  |             | -           | -           | 35     | 6      |
| 2023-2024       | Jong PSV         | 1D              | 37         | 10         |                 | -               | -               |                    | -                  | -                  |             | -           | -           | 37     | 10     |
| 2024-2025       | Sparta Rotterdam | ED              | 4          | 0          | CO              | 0               | 0               |                    | -                  | -                  |             | -           | -           | 4      | 0      |
| Totale carriera | Totale carriera  | Totale carriera | 110        | 19         |                 | 0               | 0               |                    | -                  | -                  |             | -           | -           | 110    | 19     |